# 204 Kallisto
204 Kallisto je asteroid glavnog pojasa. Klasificiran je kao Asteroid S-tipa i vjerojatno je mješavina silikata i metala, što mu daje svijetlu nijansu.
Asteroid je 8. listopada 1879. iz Pule otkrio Johann Palisa. Kao i Jupiterov satelit Kalista, ime je dobio po Kalisti, nimfi iz grčke mitologije.
… | 203 Pompeja | 204 Kallisto | 205 Martha | …